# Wärtsilä
Wärtsilä je finska korporacija, ki dizajnira in proizvaja ladijske motorje, motorje za generiranje elektrike in drugo opremo. Leta 2013 je imela  18663 zaposlenih v več kot 70 državah. Sedež podjetja je v Helsinkih. Wärtsilä ima eno od tovarn ladijskih motorjev v Trstu in sicer Grandi Motori.
Wärtsilini motorji poganjajo velik delež svetovnega ladjevja. Njeni motorji poganjajo tankerje, kontejnerske ladje, ladje za razsuti tovor, trajekte, potniške križarke, ledolomilce, vojaške ladje in drugo. 
Premer cilindrov za ladijske motorje je od 20 do 64 centimetrov (7,9 do 25,2 palci) za srednje hitre motorje in 35 do 96 centimetrov (14 do 38 palcev) za počasne motorje. Wärtsilä 64 je najmočnejši srednje hitri motor na svetu. Srednje hitri motorji so na voljo v vrstni ali pa V-konfiguraciji. Najmočnejši batni motor na svetu Wärtsilä RT-flex96C razvija 5.720 kW (7.670 hp) moči na valj, 14 valjev razvija skupaj 80080 kW (107390 KM). 
Glavni konkurenti so MAN Diesel & Turbo, Caterpillar Inc. in Rolls-Royce plc.